# Can Lloreda (les Franqueses)
Can Lloreda és una masia situada al municipi de les Franqueses del Vallès a la comarca catalana del Vallès Oriental.